# Slavneft
Slavneft, en russe, ОАО «НГК „Славнефть“», est une entreprise qui fait partie des plus grosses compagnies russes de pétrole. Le Siège social est à Moscou

La compagnie a été créée en 1994.

## Histoire et Sociétés Mères
Créée en  1994 comme coentreprise russo-biélorusse, Slavneft a été rachetée en 2002 à parts égales par Sibneft et TNK. Elle est à présent détenue à 50 % par Gazprom Neft et à 50 % par  TNK-BP.

## Production
En 2007, la compagnie a produit 20,9 millions de tonnes de brut, soit 165 millions de barils équivalent pétrole.

## Sites
- Site Officiel de Slavneft